# Morava (Burg)

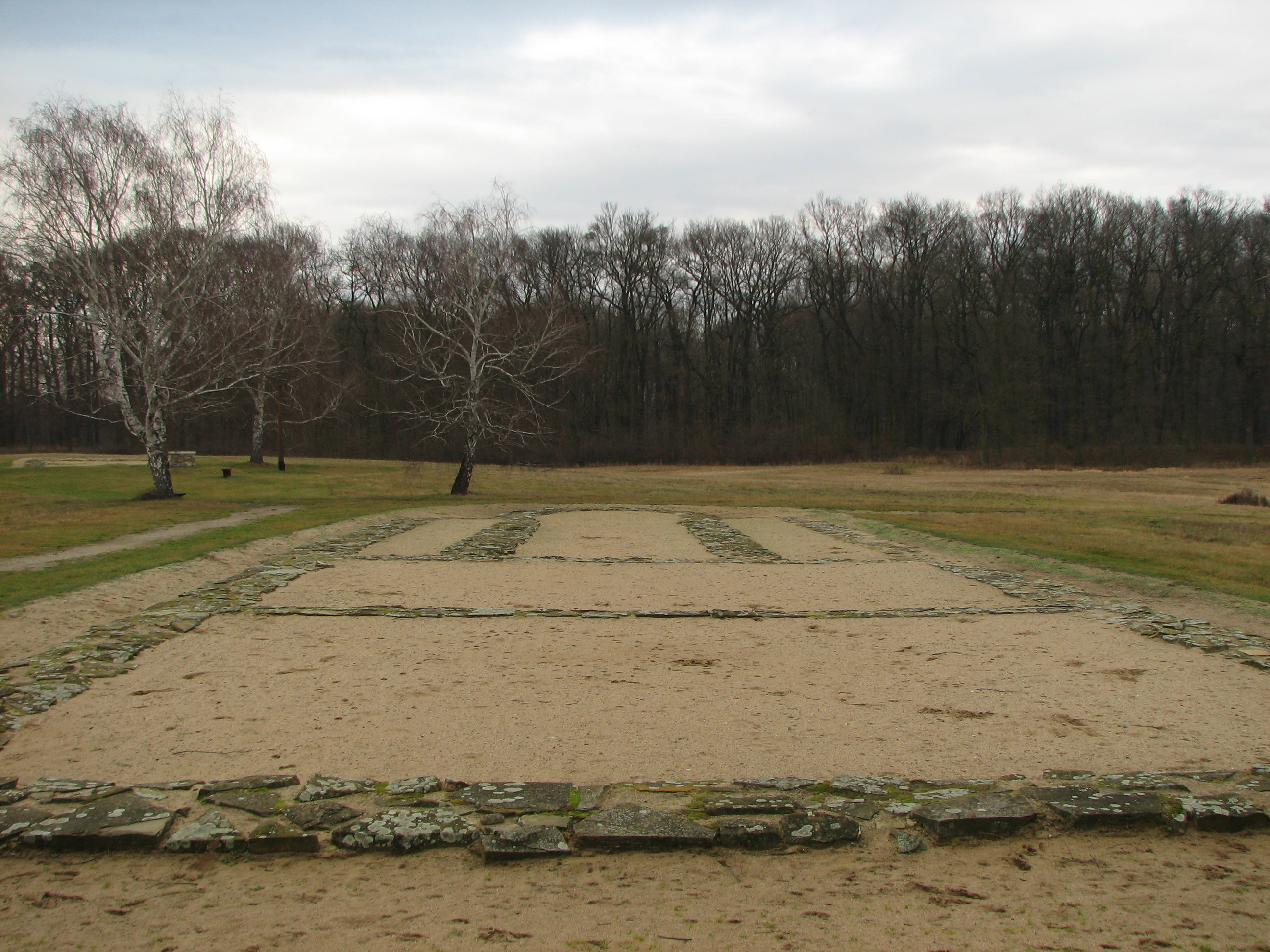
Grundriss der Basilika von Morava

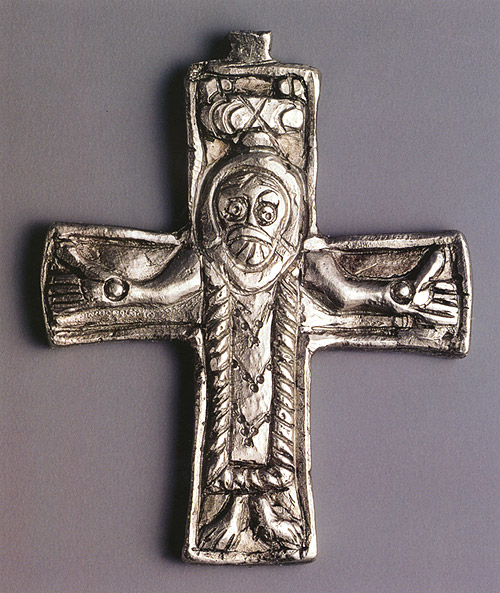
Kreuz

Die Burg Morava war eine slawische Anlage bei Mikulčice-Valy in Südmähren. Sie ist die größte ihrer Art in Tschechien und wahrscheinlich im gesamten slawischen Siedlungsgebiet des 9. Jahrhunderts. Bis ca. 871 war sie Mittelpunkt des Mährerreiches.

## Siedlungskomplex
Die Anlage lag am Ufer der March (Morava). Entlang des Flusses erstreckten sich zahlreiche weitere Siedlungen mit insgesamt 12 Kirchen, 2500 Gräbern und drei Holzbrücken. Die Gesamtfläche des Areals umfasste ca. 50 ha. Da der Fluss die Grenze zwischen Tschechien und der Slowakei bildet, liegen die Siedlungsreste teilweise in Tschechien, teilweise in der Slowakei.
Aus dem 7. Jahrhundert stammen die ersten Siedlungsspuren. Der Höhepunkt der Siedlung liegt in der 2. Hälfte des 9. Jahrhunderts. Danach verliert sie an Bedeutung. Die letzten Siedlungsspuren finden sich aus dem 12. Jahrhundert.

## Burg Morava
Die 30 bis 50 Hektar große Gesamtanlage erstreckte sich über einige Inseln des verzweigten Flusses March.
Die zentrale Anlage umfasste ein Areal von ca. 10 ha. Sie war durch einen Erde-Holz-Wall umgeben und vom Flussbett zusätzlich geschützt. Das Ufer war durch mehrere Holzpalisaden befestigt. In die Akropole und die Vorburg boten mehrere Brücken, die einzelne Komplexe miteinander verbanden, sowie Tore Einlass. Auf den höchsten Erhebungen des Geländes standen ein steinerner Palast und eine dreischiffige Basilika. Beide waren von eigenen Umgrenzungen umgeben und bildeten eigene Bezirke. Die Vorburg war Heimat von Soldaten, Dienern und Handwerkern. Hier fanden auch Märkte statt, in denen die Handwerker mit ihren Produkten handelten. Dazu lagen auf dem Gelände zwei weitere Siedlungen, von denen eine von Handwerkern, die andere von Soldaten genutzt wurde.
Der Historiker Lubomír E. Havlík identifizierte anhand der  archäologischen Befunde die Anlage in  Mikulčice-Valy als die erste mährische Hauptstadt Morava (grad Morava), die nach 871 von Veligrad als neuer Hauptstadt abgelöst wurde.

## Siedlungen

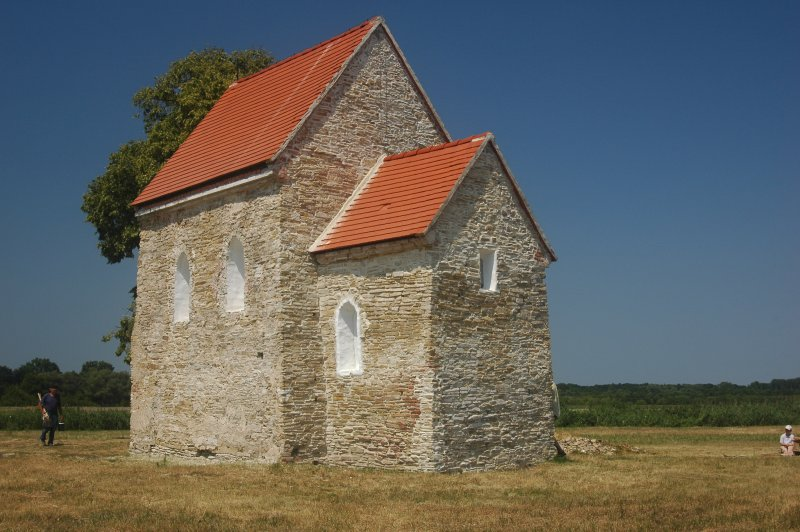
Kirche St. Margareta in Kopčany

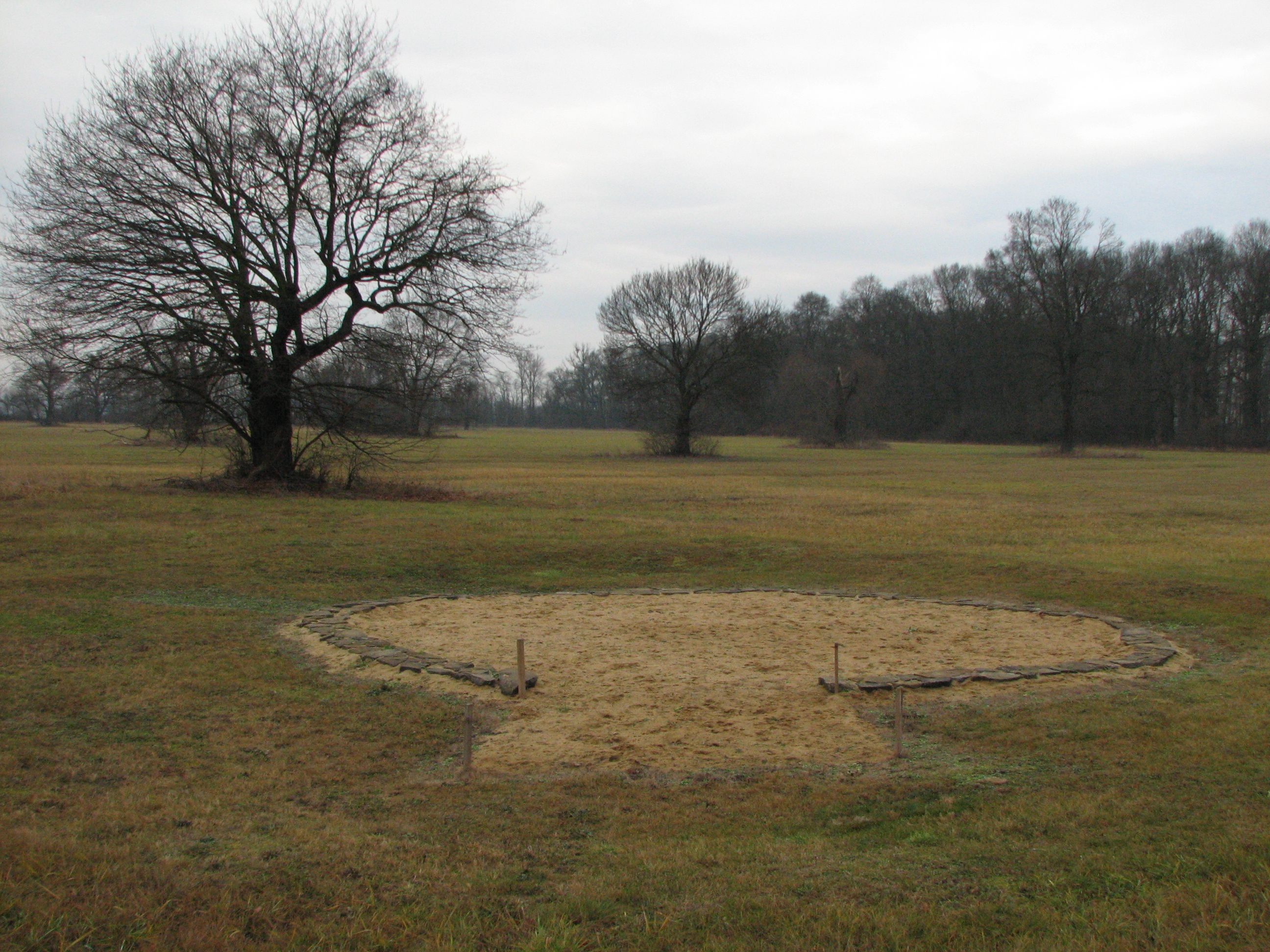
Grundriss einer Rotunde

Im Umfeld der zentralen Burganlage wurden weitere Siedlungen gefunden:
- Štěpnice I, nördlich und nordwestlich, Kirche mit Presbyterium, 26 Gräber
- Kostelisko, südlich, Rotunde mit vier Konchen, Reste eines römischen Mosaiks
- Těšický les – Klášteřisko, östlich, Rotunde mit zwei Apsiden, 200 Gräber
- Štepnice II bei Trapikov, hölzerne Rotunde mit steinernen Bestandteilen, 16 Gräber
- Žabnik, 44 Gräber
- Panské, 9.–11. Jahrhundert
- Trapikov, seit 9. Jahrhundert
- Kopčany, Kirche St. Margareta, einzige erhaltene Kirche des Mährerreiches, 3 Gräber

## Bedeutung
Bald nach ihrer Entdeckung konnte die Anlage mit der historischen Burg Morava identifiziert werden, dem ersten Mittelpunkt des Mährerreiches.
Die für die Zeit ungewöhnliche Dichte und Qualität der Kirchengebäude deuten darauf hin, dass sich hier auch ein Zentrum der Missionstätigkeit des Slawenapostels Methodius befunden haben kann.

## Archeologické muzeum
Heute befindet sich auf dem Gelände das archäologische Freilichtmuseum Nationaldenkmal Mikulčice-Valy.